# عارف التوام
عارف التوّام (1878-1945)، ضابط سوري من دمشق، خَدم في الجيش العثماني وكان عضواً في المجلس الحربي الذي أشرف على معركة ميسلون عام 1920.

## الحياة العسكرية
ولِد عارف التوّام في دمشق لأُسرة تعود أُصولها إلى قبيلة شمّر العربية. تلقى علومه الأولية في المدرسة الجقمقية مقابل الجامع الأموي، ثم في الكلية الحربية في اسطنبول، باختصاص مدفعية. عند تخرجه التحق بالجيش العثماني وعُيّن بداية في سهل حوران ونقل بعدها إلى اليمن، ليكون وكيل لواء مدينة تعز في المترفعات الجنوبية. أقام في اليمن مدة ست سنوات، درّس فيها العلوم العسكرية في ثانوية تعز حتى اندلاع الحرب العالمية الأولى عام 1914. نُقل مجدداً إلى حمص آمراً لسلاح المدفعية ثم إلى جبهة القوقاز وأخيراً إلى فلسطين.

## في العهد الفيصلي
انتسب عارف التوّام إلى جمعية العهد السرية التي أُسست عام 1913 بقيادة البكباشي عزيز المصري، وكانت تضم نخبة من الضباط العرب في الجيش العثماني. ظهرت الجمعية في العَلن بعد سقوط الحكم العثماني في بلاد الشام نهاية الحرب العالمية الأولى عام 1918. عاد عارف التوّام إلى دمشق وبايع الأمير فيصل بن الحسين حاكماً عربياً على سورية، ممثلاً أباه الشريف حسين بن علي، قائد الثورة العربية الكبرى ضد العثمانيين. عُين قائداً لسلاح المدفعية ومديراً لتسليح الجيش بأمر من الفريق ياسين باشا الهاشمي، رئيس الأركان، وفي صيف عام 1920، سُمي عضواً في المجلس الحربي الذي شُكل في دمشق للإشراف على معركة ميسلون. ضم المجلس وزير الحربية يوسف العظمة وقائد القوات السورية في ميسلون حسن تحسين باشا الفقير. عندما طلب الأمير فيصل من المجلس إبداء الرأي في جاهزية الجيش، قال أعضاؤه إن القوات السورية قادرة على الصمود في وجه فرنسا لمدة «أسابيع،» في حال وصول تعزيزات عسكرية وبشرية من الأهالي والبدو. ولو لم يحصل ذلك، فلا يمكنها الصمود أكثر من «ساعة واحدة فقط لا غير.» 

## بعد معركة ميسلون
بعد هزيمة الجيش السوري في ميسلون يوم 24 تموز 1920، وفرض الانتداب الفرنسي على سورية، سُرّح عارف التوّام من الخدمة العسكرية وهو في الثانية والأربعين من العمر، فتفرّغ للتدريس والكتابة والنشر. وضع عدة مؤلفات في الجغرافية والتاريخ، وكتاباً خاصاً عن فن الرمي، وعُين مدرّساً في مدرسة الملك الظاهر في باب البريد داخل مدينة دمشق القديمة. كما نشط في جمعية النداء الخيرية، التي كانت تُعلّم الأميين والفقراء من أهالي دمشق، وفي جمعية التمدن الإسلامي.

## الوفاة
توفي عارف التوّام في منزله الكائن بمنطقة الجسر الأبيض بدمشق في أيلول 1945 وفي عام 1998 سمّي شارع باسمه في العاصمة السورية، بالقرب من ساحة باب توما.  